# Milejewo
Milejewo (Duits: Trunz) is een dorp in het Poolse woiwodschap Ermland-Mazurië, in het district Elbląski. De plaats maakt deel uit van de gemeente Milejewo en telt 500 inwoners.